# Mira, Royal Detective
Mira, Royal Detective (no Brasil como Mira, a Detetive do Reino ou em Portugal como Mira, Detetive Real) é uma série de animação americana produzido pelo Wild Canary Animation, Technicolor Animation Productions e Disney Junior. A série foi inspirada na cultura e costumes indianos bem como no canal T-Series do YouTube, ele estreou no canal Disney Junior e no bloco de programação nos Estados Unidos em 20 de março de 2020, e no Canadá em 22 de março.
A segunda temporada estreou em 5 de abril de 2021 no Disney Junior e DisneyNOW.

## Lote
Situada em um reino fictício chamado Jalpur, que se assemelha a uma Índia do final do século XIX, a série segue a garota corajosa e engenhosa Mira, uma plebéia nomeada para o papel de detetive real pela rainha e viaja por todo o seu reino para ajudar a realeza e os plebeus. Juntando-se a Mira estão seus dois companheiros de mangusto Mikku e Chikku.

## Personagens
Personagens principais
- Mira (voz da Leela Ladnier)
- Mikku (voz de Kal Penn)
- Chikku (voz de Utkarsh Ambudkar)

Personagens recorrentes
- Queen Shanti (voz da Freida Pinto)
- Pinky (voz da Hannah Simone)
- Auntie Pushpa (voz da Jameela Jamil)
- Sahil (voz de Aasif Mandvi)
- Prince Neel (voz de Kamran Lucas)
- Prince Veer (voz de Karan Brar)
- Ranjeet and Manjeet (voz da Maulik Pancholy & Karan Soni)
- Priya (voz de Roshni Edwards)
- Sandeep (voz da Adi Ash)
- Palace Tailor (voz da Sarayu Blue)
- Great-Aunt Rupa (voz da Sarita Choudhury)
- Meena (voz da Aparna Nancherla)
- Kamala (voz da Avantika Vandanapu)
- Druv Sharma (voz da Julian Zane)
- Dimples (voz da Audyssie James)
- Manish (voz de Parvesh Cheena)
- Poonam (voz de Sonal Shah)

## Exibição
Ele estreou no Disney Junior nos Estados Unidos em 20 de março de 2020, enquanto estreou na Índia em 22 de março. A série teve sua primeira estreia internacional no Canadá em 22 de março. Ele estreou na Coreia do Sul em 29 de abril. No mês seguinte, em 24 de maio, estreou no Disney+ Hotstar Premium. Ele estreou no Disney Junior Asia e Hong Kong em 3 de julho de 2020. (Também conhecido como o último e último programa a ser exibido neste canal devido ao encerramento em 1 de outubro de 2021.) No Brasil, a série estreou em 20 de julho de 2020 no canal Disney Junior Brasil. Mais tarde naquele ano, estreou em Israel em 2 de outubro com dublagem hebraica e na Espanha e Polônia em 9 de novembro. Em Portugal, foi exibido desde 9 de novembro de 2020 no canal Disney Junior Portugal. Estreou no Reino Unido, Irlanda e Itália no Disney+ em 2 de abril de 2021.
De 2 de maio a 20 de junho, quatro especiais que celebram a música e a dança de Bollywood serão apresentados no Disney Junior, consistindo na terceira e última temporada de Mira, Royal Detective.